# Jordi Borràs
Pour les articles homonymes, voir Borràs.
Jordi Borràs i Abelló, né à Gràcia (Barcelone) en 1981, est un illustrateur et photojournaliste catalan.

## Biographie
Jordi Borràs est diplômé de l'École Massana de design à Barcelone, où il découvre son intérêt pour la photographie. Depuis, il continue à travailler conjointement dans ces deux domaines, et s'est spécialisé dans le champ des questions sociales en ce qui concerne le photojournalisme. Il a travaillé comme reporter graphique indépendant pour différents médias, parmi lesquels Nació Digital, La Directa ou El Temps, publiant notamment dans ce dernier des reportages d'investigation. Il a également publié des photos dans de nombreux médias internationaux et, plus spécifiquement, dans des revues étudiant ou luttant contre l'extrême droite à travers le monde et en Espagne.
Borràs a développé un intérêt particulier pour l'extrême droite présente en Catalogne, cherchant à en réaliser une chronique sociale photographique. Il a documenté une grande partie des manifestations et actions publiques des divers organisations et groupuscules de l'extrême droite depuis les années 2010, de la part desquels il commence à recevoir des menaces à partir de 2013. En 2015, Pedro Chaparro, vice-président du parti d'extrême droite nationaliste Démocratie nationale appelle à l'agresser et est condamné pour ce fait à un an de prison en 2018.
Parallèlement, Borràs commence à documenter la création de groupes unionistes opposés à l'indépendance de la Catalogne, dont une grande partie sont nés en réaction à la création de l'Assemblée nationale catalane. De ce travail il publie en 2015 un livre, Desmuntant Societat Civil Catalana, dans lequel il montre notamment les liens entre l'association Société civile catalane et l'extrême droite espagnole.
Enfin, Borràs a également beaucoup documenté les mouvements indépendantistes et la vie parlementaire de la Catalogne. Il en tire deux ouvrages, La cara B del procés (2015) et Dies que duraran anys (2018). Ce dernier ouvrage, traduit en espagnol et en anglais, traite du référendum de 2017 sur l'indépendance de la Catalogne et est la deuxième meilleure vente dans la catégorie non-fiction lors de l'édition 2018 de la Sant Jordi. C'est un extrait de ce livre que Quim Torra choisit de lire au roi d'Espagne Felipe VI lors de la cérémonie d'ouverture des Jeux méditerranéens de 2018 à Tarragone.
En juillet 2018, il est agressé à coups de poing dans le Quartier gothique de Barcelone par un homme s'étant identifié comme un policier et ayant crié ensuite « Vive l'Espagne, vive Franco ! ». Il s'avère ensuite que l'agresseur présumé est un inspecteur de la brigade de renseignement. En janvier 2022, le policier a été condamné à un an de prison pour agression idéologique contre le journaliste catalan.

## Publications
- Warcelona: Una història de violència (Pol·len edicions, 2013)
- Desmuntant Societat Civil Catalana (Edicions Saldonar, 2015)
- Plus Ultra: Una crònica gràfica de l'espanyolisme a Catalunya (Pol·len Edicions, 2015)
- La cara B del procés (Pagès Editors 2016)
- Dies que duraran anys (Ara Llibres, 2018)

## Distinctions
- 2016 : Prix de la Dignité, attribué par la Commission de la Dignité (ca) (Catalogne).